# Sally Potter
Charlotte Sally Potter (Londra, 19 settembre 1949) è una regista e sceneggiatrice britannica, nota principalmente per il suo adattamento del romanzo di Virginia Woolf
Orlando (1992) che le ha conferito una fama internazionale.
La sua produzione cinematografica iniziale si distingue per una marcata sperimentazione narrativa e formale, riconducibile al cinema strutturale, con l'impiego di proiezioni su più schermi accompagnate da musica e performance spesso interattive. In questi primi lavori Potter applica i principi della teoria femminista del cinema, avviata in quegli anni dalle riflessioni sullo sguardo maschile (male gaze) di Laura Mulvey.
Fin dai primi anni settanta Potter si dedica alla coreografia e alla danza, collaborando con compagnie che impiegano la performance come strumento di indagine politica e sessuale. Il corpo e il movimento assumono nei suoi film una funzione sia tematica sia espressiva, influenzando profondamente la sua estetica.
A partire dalla fine degli anni ottanta Potter si allontana dall'antinarrazione per adottare forme narrative più accessibili, pur mantenendo un'impronta autoriale. Continua a decostruire gli stereotipi di genere e a interrogare le relazioni tra corpo e potere, inserendosi nel solco di una tradizione critica femminista.
Caratteristica del cinema di Potter è l'intersezione fra cinema e altre arti: letteratura, teatro, danza e musica convivono nei suoi lavori, in una sintesi che riflette la varietà delle influenze assorbite. Tra queste, la letteratura modernista di Virginia Woolf e James Joyce, le teorie del montaggio di Eisenstein e Vsevolod Pudovkin, il teatro di Bertolt Brecht e le pratiche artistiche di Marcel Duchamp e Robert Rauschenberg.
Nel corso della sua carriera, Potter ha ricoperto i ruoli di produttrice, coreografa, direttrice musicale, compositrice, danzatrice, cantante e attrice.

## Biografia
Charlotte Sally Potter nasce e cresce a Londra. La madre è insegnante di musica e il padre, Norman Potter, è un interior designer autodidatta, autore del libro What is a Designer?, docente al Royal College of Art, poeta e attivista politico. Arrestato più volte per le sue idee, trasmette alla figlia un forte rigore morale, l'attitudine all'autoapprendimento e un atteggiamento critico verso le convenzioni.

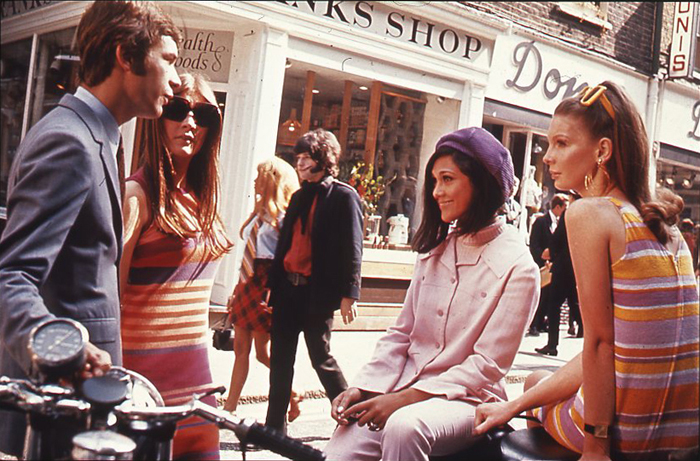
La Londra degli anni sessanta, Carnaby Street

Condivide l'interesse per la musica e l'arte con il fratello minore Nic, appassionato di musica fin dall'infanzia. Come bassista del gruppo rock Van der Graaf Generator, Nic incide due album e partecipa a numerose tournée; in seguito pubblica undici album da solista.
Intervistata sulle sue origini e sulle influenze formative, Potter ha descritto la sua come una famiglia atea e anarchica, dove “nulla era dato per scontato”. In questo modo avrebbe sviluppato un'attitudine alla riflessione critica e alla messa in discussione delle strutture precostituite.
Inizia a realizzare film amatoriali all'età di 14 anni, grazie a una cinepresa 8 mm regalatale da uno zio. Due anni dopo abbandona la scuola per dedicarsi interamente alla regia. Frequenta le società cinematografiche, divorando film e autori in modo eclettico: Ėjzenštejn e i registi russi, i musical americani, Godard e Truffaut. Per mantenersi, tra il 1968 e il 1970 lavora come addetta alla cucina e come ricercatrice di immagini per la BBC.

## Carriera

### Anni settanta: influenze e primi cortometraggi
Negli anni settanta, frequentando la scena artistica londinese, Potter viene influenzata dal cinema strutturale e dalla teoria femminista. Tra il 1968 e il 1970 si unisce all'Arts Lab e alla London Film-Makers' Co-op, centri di sperimentazione cinematografica che favoriscono l'intersezione tra cinema, performance e politica.
Partecipa alle riunioni femministe presso l'Institute of Contemporary Arts e legge autrici come Germaine Greer e Simone de Beauvoir.
Tra la fine degli anni sessanta e i primi settanta realizza cortometraggi sperimentali come Jerk (1969), Black and White (1970) e Play (1970), in cui fa proprie le tecniche dell'expanded cinema (cinema espanso), interrogandosi sul linguaggio cinematografico e utilizzando proiezioni multiple e performance dal vivo per destabilizzare la percezione dello spettatore.
Questi lavori la avvicinano ad altre cineaste della London Film-Makers' Co-op, come Lis Rhodes, Gill Eatherley e Annabel Nicholson, anch’esse impegnate nella decostruzione delle rappresentazioni di genere.
In The Building (1969), Potter introduce un primo spunto femminista, giocando con l'abbigliamento degli interpreti per amplificare e sovvertire le convenzioni di genere. L'interesse per il corpo e il movimento si approfondisce con Hors d'oeuvres (1970) e Play (1970); in quest'ultimo ritrae tre coppie di gemelli che giocano in strada, ripresi con due cineprese, una con pellicola a colori e una in bianco e nero, che riproducono due spazi contigui sul marciapiede.

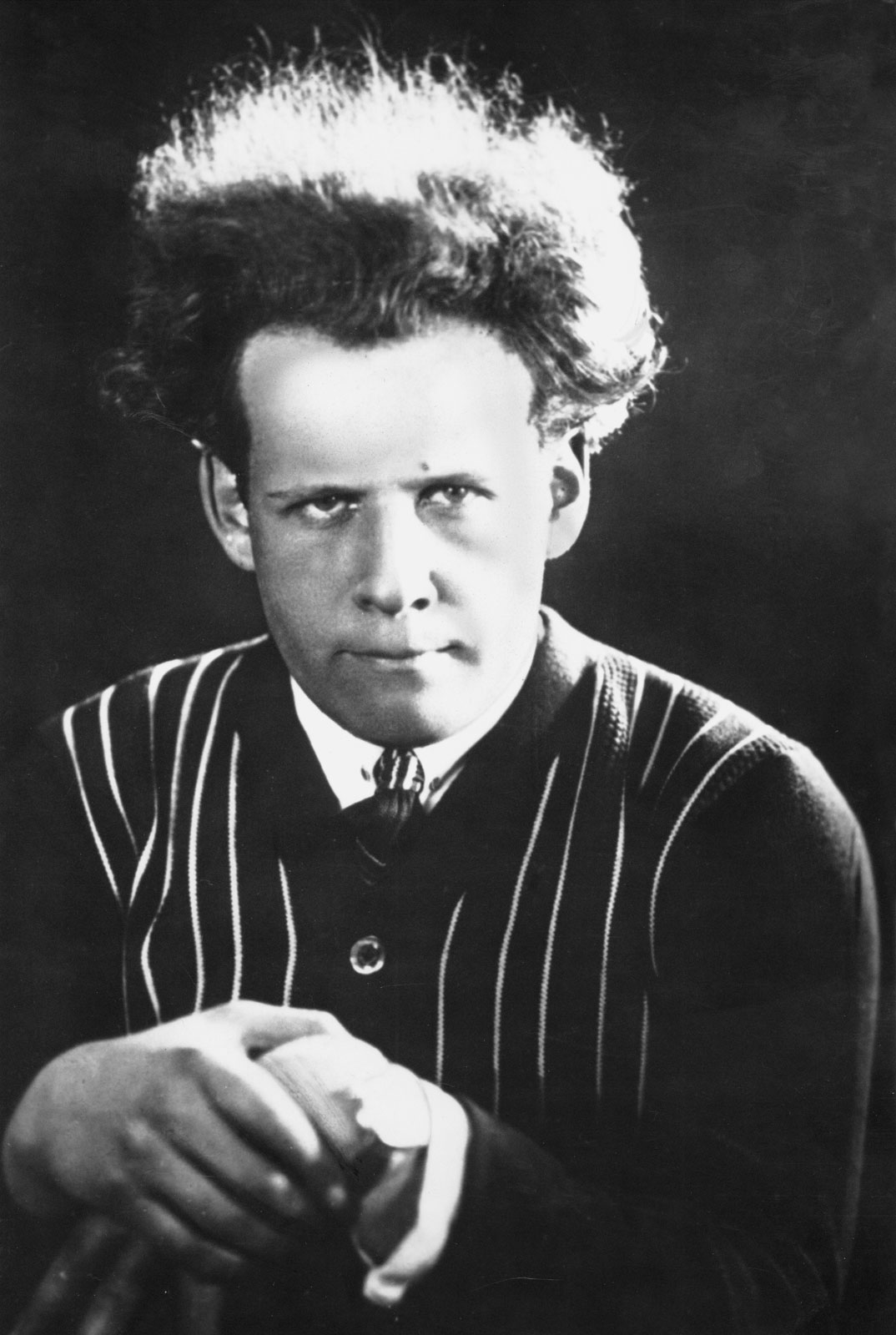
Sergej Ėjzenštejn nei primi anni venti del Novecento

Nel 1972 realizza Combines in collaborazione con il coreografo Richard Alston per il London Contemporary Dance Theatre. Il film prevede la proiezione di prove di danza su tre schermi, in contemporanea all'esibizione dal vivo degli stessi ballerini. Le inquadrature e il montaggio sono concepiti in funzione del movimento corporeo, con possibili richiami alle teorie di Sergej Ėjzenštejn. In un'intervista, tuttavia, Potter precisa che queste scene erano anche dettate da ragioni pratiche: il montaggio era uno dei pochi ambiti della produzione che poteva affrontare con mezzi limitati.
Il film rappresenta l'apice e al contempo la conclusione della sua prima fase produttiva, che si interrompe fino al 1979, quando torna dietro la macchina da presa con Thriller.
L'estetica di questi primi cortometraggi è fortemente influenzata dalla danza e dalla pratica performativa. Per circa un anno Potter frequenta un corso d'arte alla St. Martin's School of Art, inizia la sua collaborazione con la ballerina e performer Rose English e nel 1971 entra nella compagnia di danza Strider di Richard Alston. Tra il 1971 e il 1974 si forma come ballerina e coreografa alla London Contemporary Dance School. Nel 1975 fonda con Jacky Lansley la Limited Dance Company.
Nel 1976 partecipa agli incontri di teoria cinematografica organizzati dal British Film Institute, incentrati su realismo brechtiano, psicoanalisi, ideologia e femminismo. Questo approfondimento teorico si rifletterà nel suo approccio critico alla narrazione e nella decostruzione dei codici melodrammatici nel suo nuovo cortometraggio Thriller (1979).

#### Esperienze teatrali e musicali
Nella seconda metà degli anni settanta Potter estende la sua attività alla performance e alla musica. Con Rose English e Jacky Lansley crea spettacoli teatrali come Death and the Maiden (1975) e Berlin (1976). La sua predisposizione alla recitazione è legata al suo background familiare: entrambe le nonne erano attrici - ad una di esse, Beatrice Quennell, dedicherà Orlando - e la stessa Potter ricorda di aver scritto opere teatrali e averle messe in scena all'età di dieci-undici anni.
Nel 1978 entra a far parte del gruppo musicale Feminist Improvising Group (FIG), dopo aver realizzato la performance Mounting (1977), approfondendo ulteriormente il rapporto tra arte, improvvisazione e femminismo. Rose English sarà anche una delle protagoniste di Thriller, il cortometraggio con cui Potter otterrà riconoscimenti nel circuito del cinema indipendente.

#### Thriller(1979)

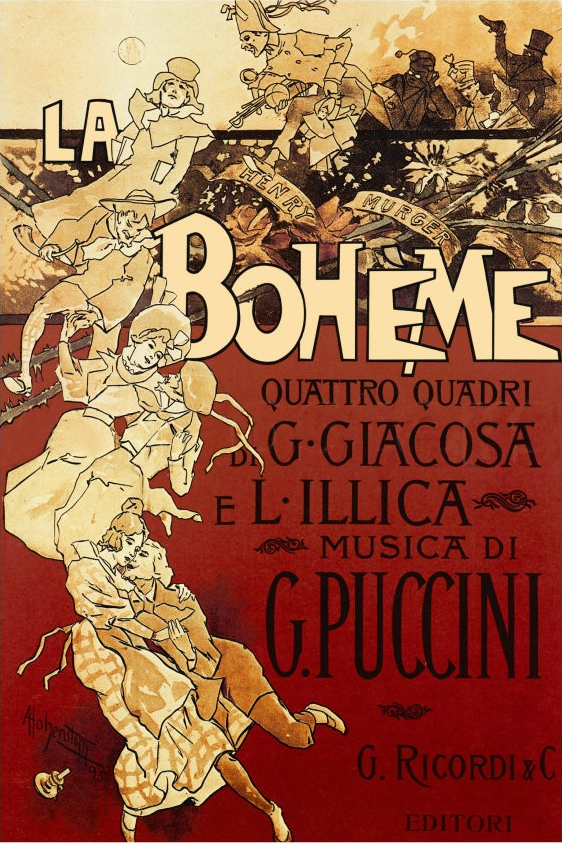
Locandina originale di Adolf Hohenstein per La bohème del 1896

Thriller (1979), realizzato con un budget di mille sterline e presentato con successo all'Edinburgh Film Festival, segna un punto di svolta nella carriera di Potter.
Il film è girato nella soffitta all'ultimo piano della casa in cui Potter viveva a Londra, una casa occupata abusivamente (in quel periodo lo Squatting movement a Londra era molto diffuso, per ragioni economiche e politiche, anche tra giovani artisti e scrittori), ed è costruito principalmente su fotografie fisse.
Ritenuto un classico del cinema femminista per la sua critica all'immagine della donna nel cinema e nella cultura visiva e il contributo offerto allo sviluppo di un cinema non fondato sullo sguardo maschile, si situa in un momento di ascesa della critica cinematografica femminista, avviata dal saggio di Laura Mulvey Piacere visivo e cinema narrativo (1975).
Il film decostruisce il melodramma classico e in particolare il libretto della Bohème di Giacomo Puccini, interrogandosi sulla "politica di genere", sul ruolo assegnato alle eroine tragiche, spesso mute e oggettificate.
Un altro riferimento critico del film è Psycho (1960) di Hitchcock e il genere del thriller basato sulla suspense, che, come altri generi commerciali, secondo la critica femminista, è fondato sullo sfruttamento delle donne come oggetti erotici. In Thriller viene utilizzato più volte il motivo musicale che accompagna l'omicidio di Marion Crane nella doccia da parte di Norman.

La storia è narrata dal punto di vista della sarta Mimì, interpretata da un'attrice di colore per sottolineare il conflitto non solo di genere, ma anche razziale e sociale. Mimì, invece di morire passivamente come nell'opera originale, diventa consapevole della propria costruzione narrativa e assume il ruolo di una detective che indaga sulla propria morte, cercando indizi, rileggendo l'opera dal punto di vista della vittima ridotta al silenzio, chiedendosi perché è stata la sua vita, e non quella di Rodolfo, ad essere sacrificata in nome della tragedia: "Siamo state create come opposti, come personaggi complementari, e tenute separate per svolgere i nostri ruoli... Sì. È stato un omicidio". Nel film, Mimì e Musetta stringono un'alleanza, rovesciando le dinamiche del melodramma e smascherando il sacrificio femminile come pilastro della narrazione patriarcale.

Una scena del film Psyco

Il film introduce l'uso di una pratica cinematografica che diventerà una delle caratteristiche dell'opera di Potter: lo sguardo inverso (reverse look), in opposizione all'inquadratura oggettificante posta sotto accusa dalla critica cinematografica femminista: Mimì/Colette Laffont nella sua prima apparizione è rivolta verso la telecamera e ride, così come Orlando guarderà dritto negli occhi lo spettatore alla sua prima battuta, una pratica decostruttiva che serve a ricordare allo spettatore l'illusorietà della storia narrata, ma che Potter usa anche come ponte di reciprocità e di comunicazione con il pubblico.
Thriller si distingue per la sua combinazione di sperimentazione formale e analisi teorica, anticipando molte delle tematiche che Potter svilupperà nei suoi film successivi, come The Gold Diggers (1983) e Orlando (1992).

### Anni ottanta
Negli anni ottanta Potter amplia il proprio linguaggio cinematografico affrontando la sfida del lungometraggio, senza però abbandonare la sperimentazione e la riflessione teorica.

#### Gold Diggers(1983)
Al contrario di Thriller, che riscosse un notevole successo nel circuito dei festival internazionali, il primo lungometraggio di Potter, The Gold Diggers (1983), co-sceneggiato da Rose English e Lindsay Cooper, con una troupe interamente femminile e attrice principale Julie Christie, riceve un'accoglienza per lo più sfavorevole, criticato per la sua pretenziosità, il suo eccessivo tono didattico, al punto che Potter decide di ritirare il film dalla circolazione. In un'intervista successivamente dichiara che fu "il più grande battesimo del fuoco e la più grande esperienza di apprendimento della mia vita. [...] Ma penso che il film sia stato un fallimento monumentale".

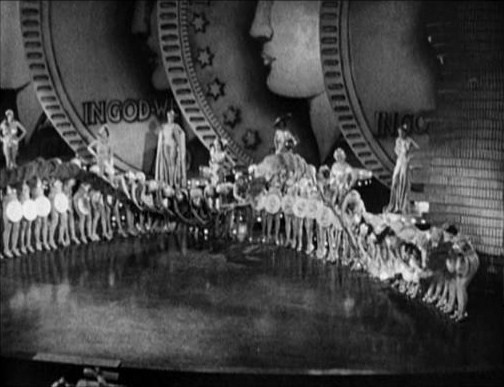
La "Danza dei dollari" dal musical Gold Diggers of 1933

Il suo titolo fa riferimento al musical di Busby Berkeley The Gold Diggers del 1933, incentrato sulla storia di quattro aspiranti attrici alla ricerca di un marito ricco. Il musical si apriva con la sfilata di Ginger Rogers e decine di ballerine adornate di monete ai fianchi, danzanti al ritmo della canzone We're in the Money.

La pellicola di Potter intende mettere in risalto il rapporto tra politica di genere, potere ed economia, la mercificazione delle donne all'interno del capitalismo, rappresentata attraverso l'equivalenza stabilita tra "la colonizzazione delle donne come oggetti con valore di scambio e la colonizzazione del paesaggio nella ricerca dell'oro". Inizia con una canzone, cantata dalla stessa regista, che esprime l'insoddisfazione di una spettatrice nell'aver cercato qualcosa nel film che non ha trovato.

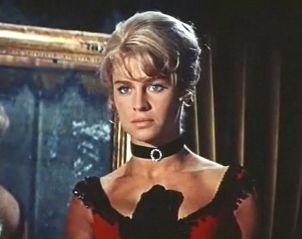
Julie Christie nel film Il dottor Živago (1965)

Le protagoniste di Gold Digger, una ricca donna bianca (Julie Christie) e una donna nera della classe operaia (Colette Laffont) si alleano contro la burocrazia e la mercificazione, in uno scenario fuori dal tempo in cui si susseguono paesaggi simbolici e surreali (il film è in gran parte ambientato nella tundra islandese), evocativi di una varietà di generi cinematografici commerciali.
La regista dichiara in un'intervista di aver voluto con questo film "smontare tutti i codici del cinema", esplorare l'idea di narrazione dall'interno, in modo non lineare, costruendo il film in sala di montaggio, come una raccolta di immagini, idee, dialoghi. Le recensioni critiche furono per lo più negative; in quella del New York Times la critica cinematografica Janet Maslin definì il film "una tortura", "una bizzarria del 1983, una specie di antimusical femminista, decostruttivista e pieno di enigmi".
Secondo la studiosa di storia del cinema Catherine Fowler, The Gold Diggers rappresenta la fine della prima fase della produzione cinematografica di Potter, collocata nel periodo di transizione della teoria cinematografica femminista, "tra la difesa di una sorta di anticinema, antinarrativo, anti-illusionista e per estensione antipiacere, e il movimento verso interventi femministi nel mainstream".

#### London Story(1986) e i documentari per Channel Four (1986-1988)
Nell'intento di recuperare un pubblico più ampio, tre anni dopo Gold Diggers Potter realizza, in collaborazione con il British Film Institute e Channel Four Television, The London Story (1986), un cortometraggio di quindici minuti che si presenta come una parodia del thriller di spionaggio, ambientato nei luoghi più iconici della capitale, e lavora, sempre per la rete televisiva britannica Channel 4, su una serie di documentari: Tears, Laughter, Fears and Rage (1986), una serie di interviste a persone diverse per riflettere sulla natura di genere delle emozioni umane, e I Am an Ox, I Am a Horse, I Am a Man, I Am a Woman (1988), una ricerca sulle donne dimenticate del cinema sovietico moderno. Alla fine del 1983 aveva compiuto il suo primo viaggio in Unione Sovietica e da allora vi si reca quasi ogni anno.
Nella seconda metà degli anni ottanta inizia a lavorare sulla sceneggiatura di Orlando, il film che le darà la notorietà.

#### Produzione musicale

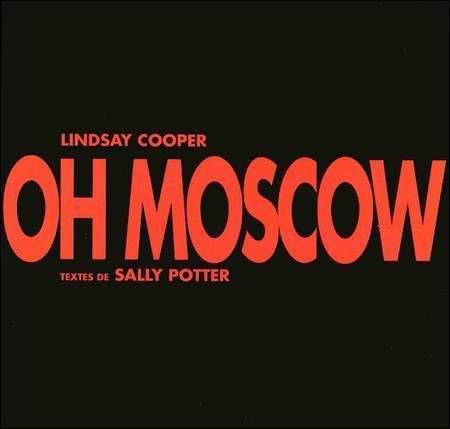
Copertina dell'album Oh Moscow di Lindsay Cooper

Nel 1987 scrive i testi dell'album Oh Moscow della musicista e compositrice Lindsay Cooper, autrice delle musiche di Gold Diggers e con la quale aveva condiviso l'esperienza del Feminist Improvising Group.
Oh Moscow ha una diffusione commerciale e viene portato in tour in tutta Europa, Russia e Nord America alla fine degli anni '80.
Potter continua la sua attività di compositrice collaborando con David Motion alla colonna sonora di Orlando e scrivendo la colonna sonora per il suo successivo The Tango Lesson, nel quale canta nella scena finale il brano I am You.

### Anni novanta

#### Orlando(1992)
Orlando (1992), tratto dall'omonimo romanzo di Virginia Woolf e interpretato da Tilda Swinton, segna nella carriera di Sally Potter il passaggio dal cinema d'avanguardia - caratterizzato nei suoi primi lavori dall'esplorazione del medium cinematografico, dall'antinarratività e dalla critica all'oggettivazione del corpo femminile - ad un cinema d'arte maggiormente orientato verso un risultato commerciale.
La stessa regista, nell'introduzione al proprio adattamento al romanzo di Woolf, afferma di essere cresciuta "all'interno di un movimento estetico che si occupava di smontare le storie e di guardare alle bugie che la narrazione convenzionale potrebbe raccontare" e di aver riscoperto con Orlando il piacere per la narrazione, uscendo dalla "prigione strutturalista".

Tilda Swinton in Orlando

Pur mantenendo una tensione verso l'innovazione e un approccio non convenzionale, il film adotta una struttura narrativa più lineare, con una scenografia realistica e contestualizzata, in contrasto con gli spazi onirici e indefiniti delle opere precedenti. L'obbiettivo dichiarato è quello di generare piacere ed emozione, offrire uno sguardo positivo sul futuro e sulle donne come soggetti creativi e desideranti.
La realizzazione del film, che consacra la fama internazionale della regista, è frutto di una lunga gestazione: Potter e il produttore Christopher Sheppard impiegano circa sette anni per ottenere i finanziamenti necessari. Rifiutato da produttori britannici e statunitensi, Orlando viene realizzato come una coproduzione europea. Le riprese e il montaggio durarono venti settimane, mentre la fase preparatoria - comprensiva dell’adattamento del romanzo e della ricerca delle location - richiese quattro anni.
Nonostante sia ritenuto il romanzo più "visivo" di Woolf, Orlando era stato giudicato in passato improponibile per il cinema, a causa delle difficoltà legate alla rappresentazione di una vicenda che attraversa oltre quattro secoli e che vede il protagonista cambiare sesso da uomo a donna.

In numerose interviste Potter chiarisce che Orlando "non è un dramma in costume, non è un film storico, è un film sul presente" e che intende raccontare un "io essenziale" che trascende il genere. Tale concetto è esemplificato in una delle scene più celebri del film, in cui il protagonista, ormai donna, si rivolge alla telecamera affermando: "Stessa persona, sesso diverso".

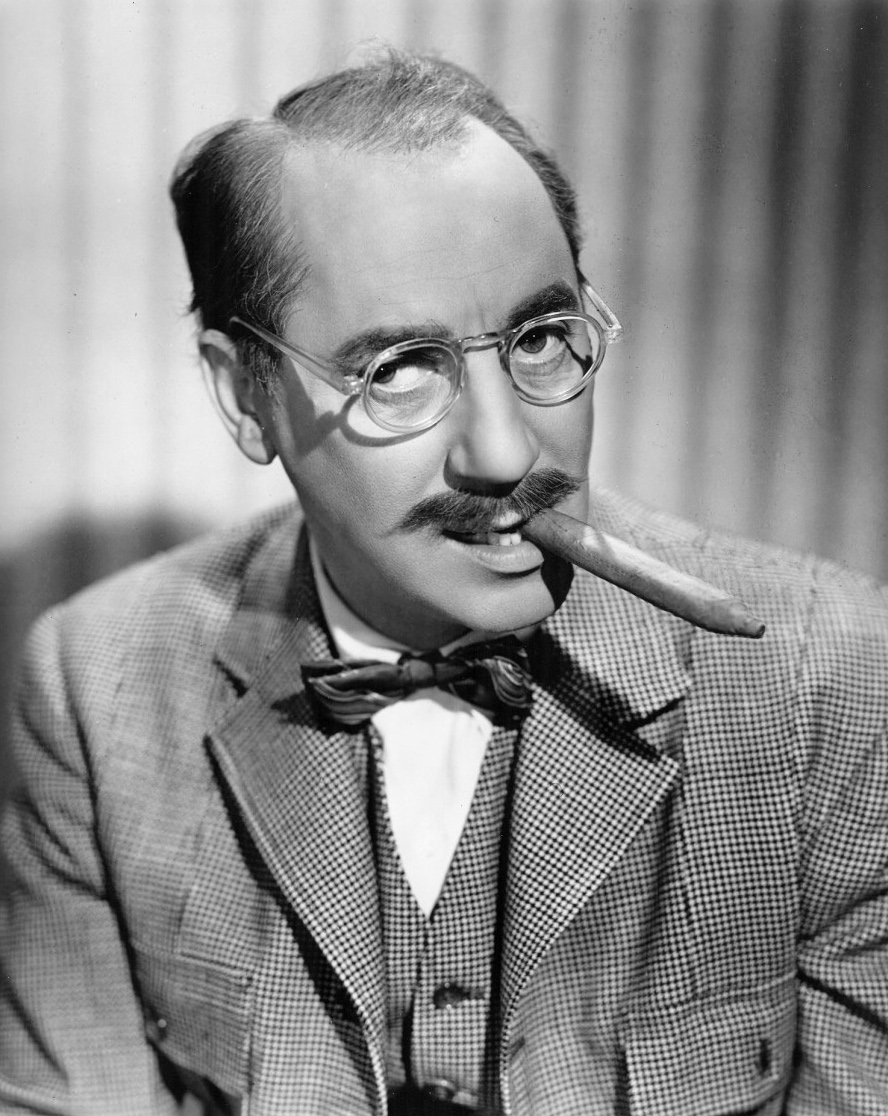
Ritratto di Groucho Marx

Nel film sono compresenti elementi cinematografici e teatrali, scenografie dettagliate, ostentazione dei costumi, tableaux vivants, balli, canzoni e l'uso parodico di artisti famosi: Quentin Crisp, scrittore e attore icona della cultura gay, interpreta la regina Elisabetta I, mentre Jimmy Somerville - ex frontman della band britannica Bronski Beat - rende omaggio alla sovrana con un brano cantato in falsetto (Eliza Is the Fairest Queen). Questi inserti contribuiscono a restituire al film un tono di leggerezza e giocosità, già presente nel testo di Woolf, ma poco visibile nei film sperimentali di Potter.
Già introdotta in Gold Brigges, la tecnica del contatto visivo diretto tra personaggio e spettatore viene ripresa con maggior insistenza in Orlando attraverso lo sguardo rivolto nella telecamera. Questa strategia, raramente impiegata in ambito cinematografico - i casi più noti riguardano gli sguardi di Oliver Hardy, le battute di Groucho Marx, il film Fino all'ultimo respiro (1959) di Godard e alcuni film del regista britannico Peter Watkins - viene qui utilizzata per scardinare le convenzioni dello sguardo cinematografico.
Per Potter si tratta non solo di una risposta alla questione, allora molto dibattuta, dello “sguardo maschile” voyeuristico, ma anche di un modo per interrompere l’illusionismo cinematografico e per creare una relazione intima, di complicità, con il pubblico. Tilda Swinton ha dichiarato: "Abbiamo inserito nel testo del film che Orlando fosse in costante contatto con il pubblico, e che il pubblico fosse in costante contatto con Orlando".
Nella sua introduzione al film, Potter aggiunge: "Spero che questo indirizzo diretto crei un filo d'oro che collegherebbe il pubblico, attraverso l'obiettivo, con Orlando, e che in questo modo lo spettacolo e lo spettatore diventino uno attraverso la liberazione della risata".
Orlando viene accolto con favore dalla critica, che ne loda il casting, la messa in scena, la struttura narrativa, la ricchezza figurativa e l'uso "postmoderno" del dramma in costume. Il film ottiene due nomination agli Oscar e vince numerosi premi, tra cui il British Academy Film Awards, l'European Film Awards, il David di Donatello.

#### Lezioni di tango(1996)
Quattro anni dopo Orlando Potter dirige Lezioni di tango, un film semi autobiografico presentato al Festival del Cinema di Venezia. La regista interpreta se stessa, una cineasta in crisi creativa, alle prese con la sceneggiatura di Rage, che decide di imparare il tango a livello professionale dopo aver visto ballare il celebre danzatore argentino Pablo Veron in un locale parigino.

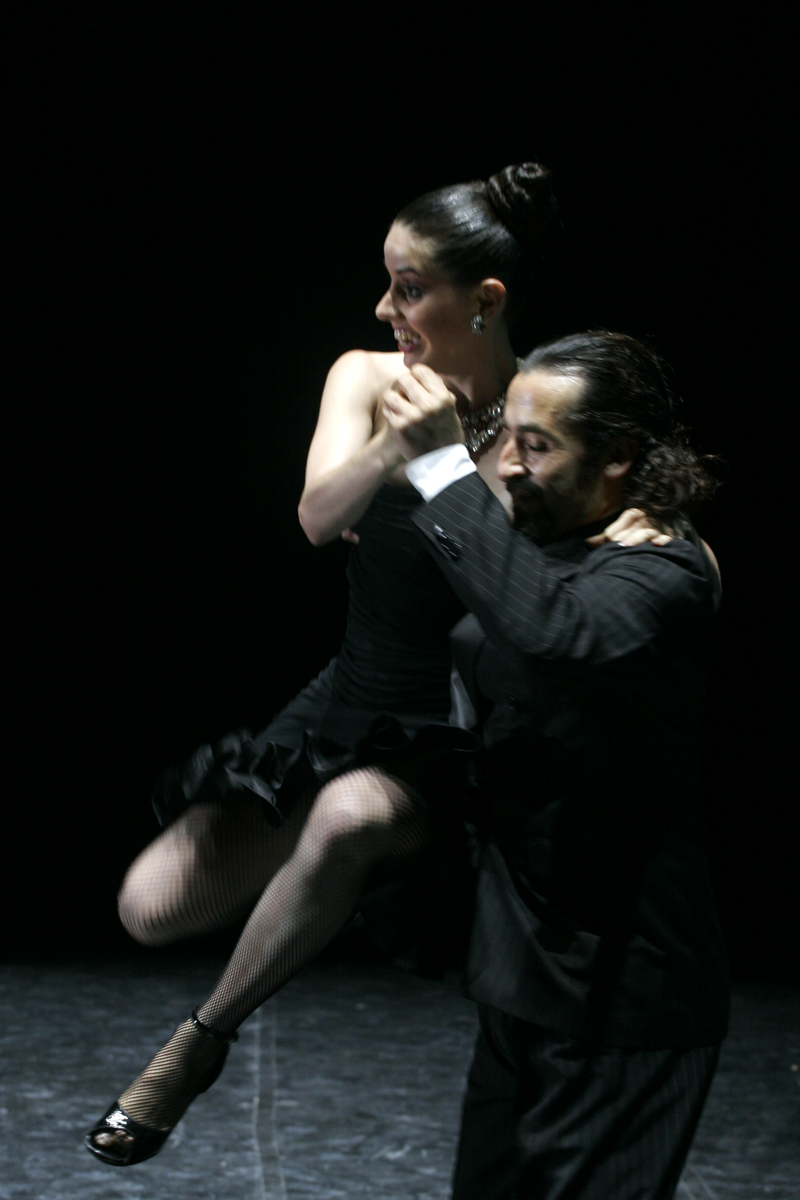
Tango argentino ballato da Pablo Verón e Cecilia Capelo, 2011

Lezioni di tango segna l'esordio di Potter come interprete, nel doppio ruolo di attrice/ballerina e regista, che la pone simultaneamente davanti e dietro la macchina da presa. Nel mondo del tango non può esercitare il pieno controllo, come invece avviene nel contesto registico, è costretta a seguire e ad affidarsi al partner, partecipando a un gioco di potere che deve stabilire “chi guida chi”.
Il rapporto con Pablo - la scelta di abbandonarsi a lui o di mantenere il controllo, di ballare o di osservare e filmare - mette in luce il contrasto tra ii due ruoli di ballerina e di regista.
La dimensione voyeristica del cinema, al centro della critica femminista di Laura Mulvey, viene sovvertita: non c’è una donna oggettivata dallo sguardo maschile, ma una donna desiderante e desiderabile. Il piacere visivo è rivendicato dalla protagonista stessa, regista e soggetto della narrazione. Lo sguardo compiaciuto rivolto a Pablo, fonte d’ispirazione per il film, esprime tanto l’attrazione erotica quanto l’elaborazione creativa da cui nasce l’opera.
Questo duplice posizionamento si riflette anche nelle dinamiche tra i due personaggi: Potter è allieva di Vernon, maestro di tango e rappresentante di una cultura altra, quella argentina; ma Vernon, a sua volta, è attore di un film diretto da Potter, il mondo del cinema, riferito ad un contesto cinematografico europeo. In uno scambio verbale tra i due, la protagonista gli ribatte: "Non mi si addice seguire; mi si addice guidare. E tu non puoi sopportarlo."
Il film conferma il ruolo centrale della danza nel cinema di Potter e nella sua formazione artistica. In Lezioni di tango la danza è lo strumento per indagare "come il corpo femminile sia implicato nella narrazione e nella forma, nell'emozione e nella teoria, nell'esperienza e nella rappresentazione": la politica dello sguardo si trasforma in politica del corpo.
Sul film la critica si divide. Alcune recensioni lodano la performance di Potter, mentre altre la accusano di eccessivo personalismo e narcisismo, collegandolo al carattere personale della vicenda, centrata sul desiderio della regista per il suo insegnante. La critica femminista difende il film, rilevando in queste accuse una forma di sessismo, non essendo rintracciabili pari riserve nei confronti di film con esperienze autobiografiche realizzati da registi uomini, come Nanni Moretti o Woody Allen.
Lucy Fischer ha definito Lezioni di tango "un'opera altamente teorica e pedagogica di teoria cinematografica femminista", capace di affrontare "questioni complesse come l'autorialità femminile, la rappresentazione sessuale, la politica del piacere romantico, la storia del musical cinematografico e l'eredità culturale e di genere del ballo da sala." Allo stesso tempo il film mette in discussione alcune opposizioni binarie presenti nel pensiero femminista delle origini: piacere sessuale versus oppressione, ruoli maschili versus ruoli femminili.

### Anni Duemila

#### The Man Who Cried(2000)

Christina Ricci ha interpretato Suzie nel film The Man Who Cried (2000)

Presentato in anteprima alla Mostra del cinema di Venezia, The Man Who Cried racconta la storia di una giovane ragazza ebrea alla ricerca del padre da cui è stata separata in tenera età, per la scelta di questi di emigrare, in cerca di fortuna, dalla Russia sovietica agli Stati Uniti. Le vicende della guerra e della persecuzione antiebraica portano la protagonista a rifugiarsi prima a Londra, poi a Parigi e infine ad approdare a Hollywood, in un viaggio che rappresenta la ricerca della propria identità e di un luogo in cui riconoscersi.
Il film approfondisce, come già in Thriller, il tema dell'amicizia tra due donne (Suzy/Lola e Mimì/Musetta) diverse e complementari, e prosegue la sperimentazione sull'uso dei linguaggi non verbali: in questo caso la musica, usata in modo particolarmente espressivo, nei precedenti film la danza (Lezioni di tango), le tecniche di montaggio e di ripresa (Orlando), la coreografia (Thriller), il canto (The Gold Diggers).

#### Yes(2005)
Interamente scritto in versi poetici (pentametro giambico), Yes rappresenta un ritorno alla sperimentazione linguistica e formale. Il film è concepito da Potter come una reazione all'11 settembre 2001 e racconta la relazione tra una donna britannica (LEI) e un uomo libanese (LUI), utilizzando la loro storia per indagare i conflitti tra Occidente e Oriente, identità e alterità.
Come in Lezioni di Tango il film esplora la possibilità di una relazione fondata sul rispetto delle differenze, in questo caso culturali, religiose ed etniche.

#### Rage(2009)
Rage, in concorso al Festival del cinema di Berlino nel 2009, è un thriller ambientato nel mondo della moda newyorkese, raccontato attraverso una serie di confessioni/interviste rilasciate da vari personaggi coinvolti in una sfilata, riprese da uno studente testimone involontario di un omicidio. Le registrazioni vengono diffuse online, con conseguenze impreviste. Il film costituisce una critica all’industria della moda e alla spettacolarizzazione del consumo.
Realizzato con un budget minimo, girato interamente in digitale con un set ridotto, Rage è il primo film distribuito simultaneamente al cinema, sui cellulari e su Internet. Potter l’ha definito una celebrazione del "cinema povero".

#### Ginger & Rosa(2012)
Il settimo lungometraggio di Potter, presentato nel 2012 al Toronto International Film Festival, è ambientato nella Londra degli anni sessanta e ruota intorno all'amicizia tra due ragazze adolescenti. Le manifestazioni pacifiste e la crisi dei missili di Cuba fanno da sfondo alla vicenda, che si complica quando Rosa si innamora del padre di Ginger, minando il loro legame.
In un’intervista, Potter dichiara di aver voluto abbandonare le abitudini estetiche accumulate, per tornare a una narrazione essenziale, centrata su "personaggio e immagine". Il film è stato girato in cinque settimane.

#### The Party(2017)
Selezionato in concorso al Festival internazionale del Cinema di Berlino, The Party è una commedia nera che si sviluppa interamente in un interno, con una struttura teatrale e un ritmo serrato e claustrofobico.

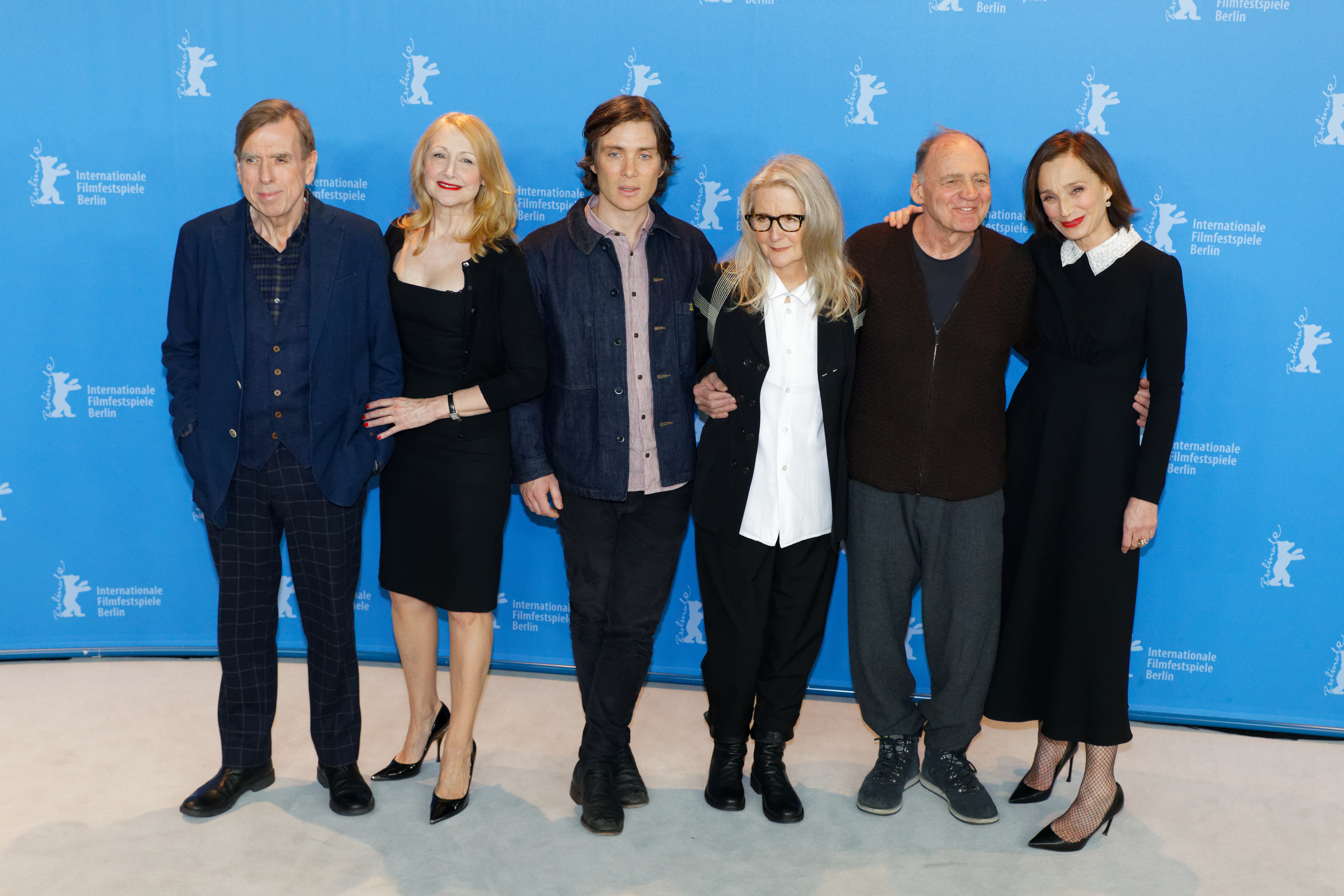
Sally Potter e il cast di The Party alla Berlinale del 2017

Il titolo del film, interpretato da un cast prestigioso - Kristin Scott Thomas, Timothy Spall, Cherry Jones, Emily Mortimer, Cillian Murphy e Bruno Ganz - si riferisce ad una cena tra amici di area progressista, intellettuali e femministe di una certa età, organizzata nella casa di una delle componenti del gruppo per festeggiare la propria nomina a Ministra della Salute del governo ombra.
In realtà alla cena non si giungerà mai, perché l'evento si trasforma in una spirale di rivelazioni e vendette che mettono a nudo ipocrisie, tensioni e contraddizioni, contrappuntate da paradossali discussioni sulla filosofia, l'esistenzialismo, la morte, la politica e l'assistenza sanitaria nazionale.
Girato in bianco e nero in soli 14 giorni e ambientato in un'unica location, The Party è stato definito una satira politica dal tono brillante e feroce, che mette in luce le debolezze e le doppiezze della classe media e dei sistemi politici.
Scritto durante le elezioni del 2015, secondo la regista il film riflette l’“insincerità cronica” emersa durante la campagna elettorale.

#### The Roads Not Taken(2020)
Presentato alla Berlinale, il film segue una giornata nella vita di Leo (Javier Bardem), ex scrittore sofferente di demenza precoce, e della figlia Molly che lo accudisce (Elle Fanning, già protagonista in Ginger & Rosa). Il racconto si sviluppa in modo frammentato, secondo il flusso di coscienza del protagonista, che immagina le vite alternative che avrebbe potuto vivere.
Il titolo è ispirato alla poesia di Robert Frost, The Road Not Taken (1915).

#### Look at me(2022)
Derivato da materiale escluso dal montaggio di The Roads Not Taken, Look at Me è un cortometraggio presentato fuori concorso alla Mostra del Cinema di Venezia. I protagonisti, Javier Bardem e Chris Rock, interpretano un direttore d’orchestra e un batterista alle prese con un’esibizione. Il conflitto tra i due si sposta dal piano artistico a quello personale, delineando un confronto sulla mascolinità e sulla vulnerabilità emotiva.

## Attività come cantante e compositrice
Accanto all'attività registica, coreografica e teatrale, Sally Potter si dedica con continuità alla musica, come cantante, paroliera e compositrice.

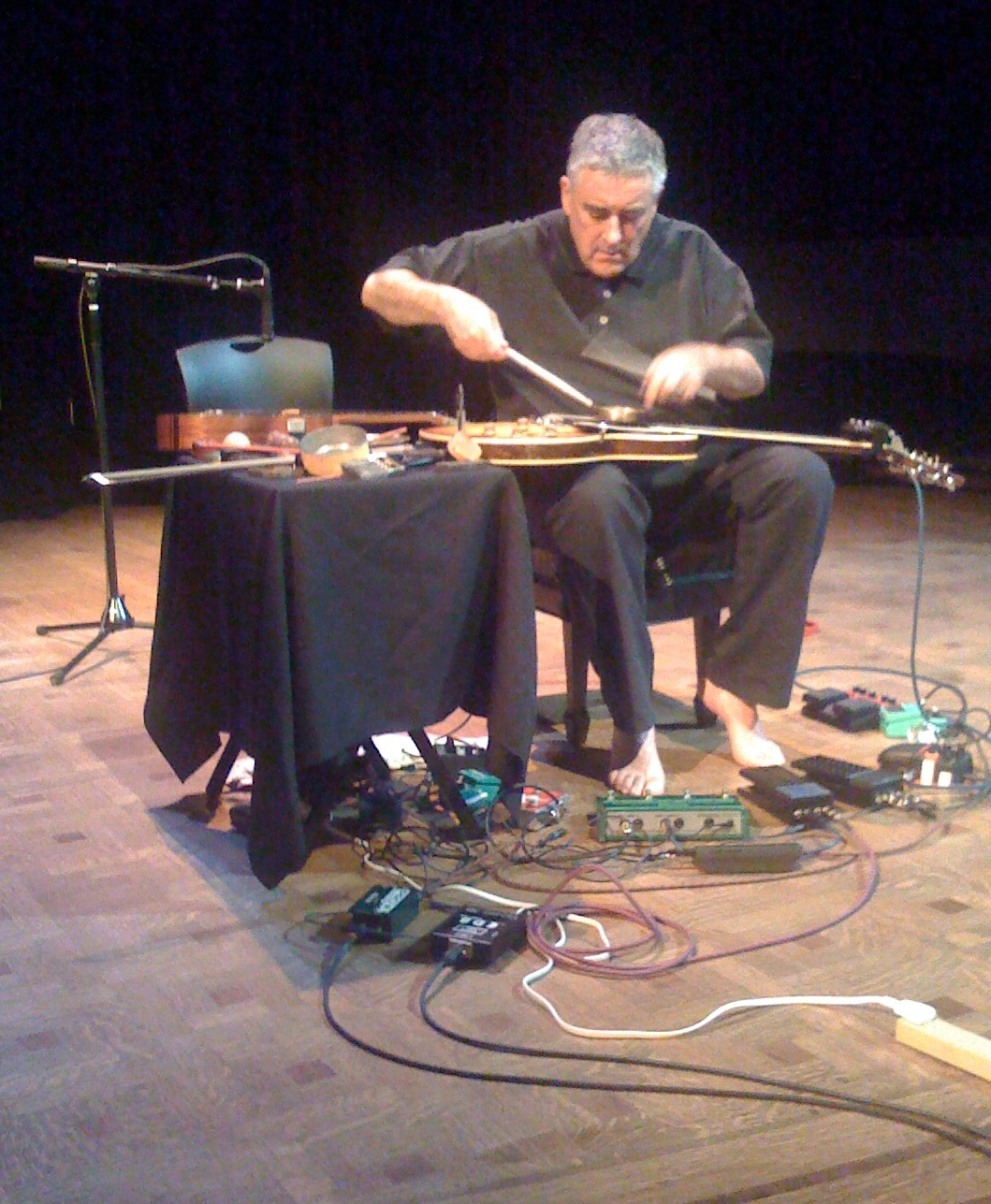
Il multistrumentista e compositore Fred Frith, coautore con Potter di diverse colonne sonore

Nella primavera del 1978 si unisce al Feminist Improvising Group (FIG), un collettivo londinese di musica sperimentale fondato da Lindsay Cooper, Georgie Born e Maggie Nichols, attivo tra jazz d’avanguardia, improvvisazione e performance. Con il FIG e altri gruppi come i Marx Bros e la Film Music Orchestra, partecipa a tournée in tutta Europa.
Con Lindsay Cooper, autrice delle musiche di The Gold Diggers, bassista in Thriller e suonatrice di fagotto in Orlando, Potter nel 1987 collabora al disco Oh Moscow, componendone i testi.
Potter è inoltre autrice dei testi delle canzoni in The Gold Diggers, coautrice della colonna sonora di Orlando (con David Motion) e dei film Lezioni di tango, Yes, Rage e The Party (con Fred Frith). Firma le musiche originali di The Roads Not Taken ed è produttrice musicale di The Man Who Cried.
Nel suo primo album da solista, Pinki Bikini, Potter ripercorre in chiave autobiografica la propria giovinezza come donna ribelle e attivista nella Londra degli anni Sessanta. Dal disco è tratto il videoclip Black Mascara, da lei stessa diretto.
Nel 2024 pubblica il singolo Train, ispirato a un episodio di violenza domestica. Il brano, dedicato alla liberazione da relazioni abusive e di controllo, è accompagnato da un impegno concreto: tutti i proventi sono destinati al Fondo delle Nazioni Unite per le donne e a Refuge, la principale organizzazione britannica contro la violenza domestica.
L'uscita del suo secondo album, Anatomy, è prevista per maggio 2025.

## Filmografia

### Lungometraggi
- The Gold Diggers (1983)
- Orlando (1992)
- Lezioni di tango (The Tango Lesson) (1997)
- The Man Who Cried - L'uomo che pianse (The Man Who Cried) (2000)
- Yes (2004)
- Rage (2009)
- Ginger & Rosa (2012)
- The Party (2017)
- The Roads Not Taken (2020)

### Cortometraggi
- Jerk (1969)
- Hors d'oeuvres (1970)
- Black and White (1970)
- Play (1970)
- Thriller (1979)
- The London Story (1986)
- Look at Me (2022)

### Documentari
- Tears, Laughter, Fear & Rage (1986)
- I Am An Ox, I Am A Horse, I Am A Man, I Am A Woman (1988)